# قائمة قرارات مجلس الأمن التابع للأمم المتحدة لعام 1955
تتضمن قائمة قرارات مجلس الأمن التابع للأمم المتحدة لعام 1955 جميع القرارات الصادرة عن مجلس الأمن التابع للأمم المتحدة خلال العام 1955.

## القائمة
| رقم القرار | الرمز            | نص القرار                         | موضوع القرار                     |
| ---------- | ---------------- | --------------------------------- | -------------------------------- |
| 106        | S/RES/106 (1955) | نص الوثيقة على موقع الأمم المتحدة | مسألة فلسطين                     |
| 107        | S/RES/107 (1955) | نص الوثيقة على موقع الأمم المتحدة | مسألة فلسطين                     |
| 108        | S/RES/108 (1955) | نص الوثيقة على موقع الأمم المتحدة | مسألة فلسطين                     |
| 109        | S/RES/109 (1955) | نص الوثيقة على موقع الأمم المتحدة | قبول أعضاء جدد في الأمم المتحدة  |
| 110        | S/RES/110 (1955) | نص الوثيقة على موقع الأمم المتحدة | مسألة مراجعة ميثاق الأمم المتحدة |

## المرجع
1. ↑  "Security Council Resolutions" (بالإنجليزية). الأمم المتحدة. Archived from the original on 2018-09-04. Retrieved 22 شباط / فبراير 2017. {{استشهاد ويب}}: تحقق من التاريخ في: |تاريخ الوصول= (help)